# 从天而降
从天而降（日语：おちもの）指常見於日本动画、漫画和輕小说，展开故事情节的一种方法。在故事的开头，富有魅力的异性有如從天上掉下來一般，突然来到主人公身边，故事也随之展开。从此之后，该異性往往会与主人公同居。
这种叙事手法越来越频繁地用来配合表现作品中缺乏主體性的主人公形象。

## 作品釋例
- 撲殺天使朵庫蘿（撲殺天使ドクロちゃん）系列[3]。
- 天降之物
- 電腦情人夢
- 化物語
- 天空之城

## 关联项目
- 後宮型作品 - 指异性們连续不断地来到主人公的身边[1]。
- 奇幻剧
- 恋爱喜剧

## （脚注）
1. 1 2  《ライトノベル☆めった斬り!》、209頁。
2. ↑  《ライトノベル文学論》、146頁。
3. ↑  《ライトノベル文学論》以及《ライトノベル☆めった斬り!》两者都有提到。